# Queen On Air
A Queen On Air a brit Queen rockegyüttes válogatásalbuma, melyet 2016. november 4-én adott ki a Virgin EMI és a Hollywood Records. Az albumon a Queen 1973 és 1977 között a BBC számára rögzített és a Sound Of The Seventies rádióműsorban elhangzott felvételei szerepelnek. Az egyes dalok előadásai sokszor eltérnek a később nagylemezen megjelent változatoktól. Az 1973 februári és decemberi rádiófelvételek korábban At the Beeb címmel már kiadásra kerültek.
A Queen On Air 6 CD-s deluxe kiadása egy korábban kiadatlan koncertfelvételeket (1973: Golders Green Hippodrome, London; 1981: São Paulo, Brazília; 1986: Mannheim, NSZK) tartalmazó lemezzel, illetve további három lemezen a BBC rádióban és a Capitol rádióban 1976 és 1992 között elhangzott interjúkkal kibővítve jelent meg.

## Felvételek
Session 1
- Felvétel: 1973. február 5., BBC's Langham 1 Studio, London
- Adás: 1973. február 15., Sound Of The Seventies rádióműsor

Session 2
- Felvétel: 1973. július 25., BBC's Langham 1 Studio, London
- Adás: 1973. augusztus 13. és szeptember 24., Sound Of The Seventies rádióműsor

Session 3
- Felvétel: 1973. december 3., BBC's Langham 1 Studio, London
- Adás: 1973. december 6., Sound Of The Seventies rádióműsor

Session 4
- Felvétel: 1974. április 3., BBC's Langham 1 Studio, London
- Adás: 1974. április 15., Sound Of The Seventies rádióműsor

Session 5
- Felvétel: 1974. október 16., BBC's Maida Vale Studio 4, London
- Adás: 1974. november 4., Sound Of The Seventies rádióműsor

Session 6
- Felvétel: 1977. október 28., BBC's Maida Vale Studio 4, London
- Adás: 1977. november 14., Sound Of The Seventies rádióműsor

## Az album dalai
| 1.  | My Fairy King (Session 1)              | Freddie Mercury   | 4:08 |
| 2.  | Keep Yourself Alive (Session 1)        | Brian May         | 3:49 |
| 3.  | Doing All Right (Session 1)            | May, Tim Staffell | 4:13 |
| 4.  | Liar (Session 1)                       | Mercury           | 6:30 |
| 5.  | See What a Fool I’ve Been (Session 2)  | May               | 4:21 |
| 6.  | Keep Yourself Alive (Session 2)        | May               | 3:50 |
| 7.  | Liar (Session 2)                       | Mercury           | 6:29 |
| 8.  | Son and Daughter (Session 2)           | May               | 6:03 |
| 9.  | Ogre Battle (Session 3)                | Mercury           | 4:40 |
| 10. | Modern Times Rock ’n’ Roll (Session 3) | Roger Taylor      | 2:02 |
| 11. | Great King Rat (Session 3)             | Mercury           | 5:57 |
| 12. | Son and Daughter (Session 3)           | May               | 7:08 |

| 1.  | Modern Times Rock 'n' Roll (Session 4) | Taylor      | 2:46 |
| 2.  | Nevermore (Session 4)                  | Mercury     | 1:29 |
| 3.  | White Queen (As It Began) (Session 4)  | May         | 4:54 |
| 4.  | Now I'm Here (Session 5)               | May         | 4:18 |
| 5.  | Stone Cold Crazy (Session 5)           | Queen       | 2:17 |
| 6.  | Flick of the Wrist (Session 5)         | Mercury     | 3:26 |
| 7.  | Tenement Funster (Session 5)           | Taylor      | 3:00 |
| 8.  | We Will Rock You (Session 6)           | May         | 1:35 |
| 9.  | We Will Rock You (fast) (Session 6)    | May         | 2:46 |
| 10. | Spread Your Wings (Session 6)          | John Deacon | 5:24 |
| 11. | It’s Late (Session 6)                  | May         | 6:36 |
| 12. | My Melancholy Blues (Session 6)        | Mercury     | 3:11 |

## Listás helyezések
| Lemezeladási lista(2016)                   | Legjobb helyezés |
| ------------------------------------------ | ---------------- |
| Ausztria (Ö3 Austria Top 40)               | 60               |
| Belgium (Ultratop Flandria)                | 65               |
| Belgium (Ultratop Vallónia)                | 52               |
| Hollandia (Dutch Charts Album Top 100)     | 47               |
| Franciaország (SNEP Album Top 100)         | 123              |
| Németország (Offizielle Top 100)           | 28               |
| Olaszország (FIMI Album Top 20)            | 73               |
| Portugália (AFP Top 30 Albums)             | 27               |
| Spanyolország (PROMUSICAE Top 100 Álbumes) | 32               |
| Svájc (Schweizer Hitparade Top 100 Albums) | 84               |
| Egyesült Királyság (UK Albums Chart)       | 25               |
| Egyesült Királyság (Scottish Albums)       | 20               |